# Самойлов Вадим Рудольфович
Вади́м Рудо́льфович Само́йлов (рос. Вадим Рудольфович Самойлов; нар. 3 жовтня 1964) — радянський і російський музикант, композитор, продюсер, засновник та учасник рок-гурту «Агата Кристи». У 2012 році був довіреною особою кандидата в президенти РФ Путіна.

## Біографічні відомості
Поклав на музику вірші російського політика та ідеолога, заступника голови адміністрації президента РФ Владислава Суркова для диска «Півострови», за що російський музичний критик Артемій Троїцький назвав його «дресованим пуделем Суркова».
З початком російсько-української війни зайняв антиукраїнську позицію — неодноразово відвідував окупований Крим, а також підконтрольні терористам міста на Сході України.
|  | «Я плював на санкції, свій вибір я давно зробив. Переконаний, що на Донбасі живуть не терористи, а зароджується нова форма держави, у створенні якої мені було б цікаво взяти участь». |

Визнаний Міністерством культури України як особа, дії якої створюють загрозу національній безпеці України.
Фігурант бази даних центру «Миротворець» (свідоме порушення державного кордону України (поїздки в анексований РФ Крим і на окуповану російсько-терористичними бандформуваннями територію на Донбасі); співробітництво з проросійськими терористичними організаціями; участь у пропагандистських заходах РФ проти України).